# Jacques Pillois
Jacques Pillois, né le 4 février 1877 à Paris et mort le 3 janvier 1935 à New York, est un compositeur, organiste et pédagogue français, connu pour ses œuvres vocales et de chambre, souvent inspirées par la poésie et les traditions populaires.

## Biographie
Jacques Pillois naît à Paris en 1877. Après des études à l'École Monge, où il excelle en humanités, il se consacre à la musique, étudiant l'harmonie avec Louis Vierne et la composition avec Charles-Marie Widor. En 1913, son poème lyrique L'Anémone et la Rose, inspiré de Leconte de Lisle, est créé aux concerts Colonne, attirant l'attention de la critique pour son raffinement.
Pendant la Première Guerre mondiale, il sert comme agent de liaison dans l'infanterie, une expérience marquante qui inspire son poème symphonique Feuillets de guerre, évoquant les combats de Douaumont et Vaux. Après la guerre, il compose des œuvres comme les Chansons de Rosève ou les Cinq Haïkaï, basés sur des poèmes japonais, témoignant de son goût pour la poésie et l'exotisme.
De 1920 à 1928, Pillois enseigne au Conservatoire américain de Fontainebleau, puis accepte un poste de professeur d'harmonie et de composition au Smith College, aux États-Unis, où il réside dix mois par an. Cet exil volontaire, motivé par son engagement dans l'expansion culturelle française, limite sa visibilité dans les cercles parisiens, malgré la qualité de son œuvre. Il meurt à New York en 1935, laissant un répertoire riche mais sous-estimé de son vivant.

## Style musical
La musique de Jacques Pillois se distingue par sa délicatesse et sa rigueur, souvent comparée à l'esthétique symboliste. Spécialiste de la musique vocale et de chambre, il s'inspire de poètes comme Henri de Régnier, Paul Verlaine ou Albert Samain, dont il met en musique plusieurs textes. Ses compositions, telles que les Cinq Haïkaï pour quintette avec harpe ou la Petite suite russienne pour violon et piano, mêlent lyrisme, influences exotiques et une harmonie raffinée. Pillois excelle également dans l'harmonisation de chansons populaires, comme les Douze chansons de bon ton (1924), qui revisitent des mélodies traditionnelles avec modernité.

## Œuvres principales
Parmi les œuvres les plus notables de Jacques Pillois figurent :
- L'Anémone et la Rose (1913), poème lyrique pour solistes, chœur de femmes et orchestre, d'après Leconte de Lisle.
- Feuillets de guerre (1919), poème symphonique inspiré de la Première Guerre mondiale.
- Petite suite russienne (1926), pour violon et piano, basée sur des thèmes populaires russes.
- Cinq Haïkaï (1926), épigrammes lyriques japonaises pour flûte, violon, alto, violoncelle et harpe.
- Chansons de Rosève (1920), cycle de mélodies pour voix et piano.
- Six Proses lyriques (1927), pour voix et piano, d'après Marguerite Burnat-Provins.
- Madrigal (1928), pour quintette à cordes.
- Douze chansons de bon ton (1924), harmonisations de mélodies traditionnelles.
- Le Bois d'amour (1932), prélude pour quatuor à cordes.
- Vœu (1904 et 1925), mélodie sur un poème d'Henri de Régnier.

## Postérité
Malgré son talent, l'exil de Pillois aux États-Unis contribue à une certaine marginalisation en France, comme le note René Dumesnil. Ses œuvres, caractérisées par une sensibilité poétique et une exigence artistique, sont redécouvertes au XXIe siècle grâce à des enregistrements, notamment des Haïkaï et des Chansons de Rosève. La nouvelle La Mort et le Coquillage, tirée du recueil Le Voyage immobile de l'écrivain Maurice Renard, lui est dédiée, témoignant de son influence dans les cercles artistiques parisiens, où sa musique était appréciée pour son raffinement et son lien avec l'esthétique symboliste. Pillois reste une figure représentative de la musique française du début du XXe siècle, à la croisée du symbolisme et de la tradition populaire.